# Nati nel 1903/Giugno
| Questa pagina contiene informazioni ricavate automaticamente dalle voci biografiche con l'ausilio del template Bio e di un bot. L'aggiornamento è periodico e automatico e ricostruisce completamente la pagina. Se manca una persona in questa lista, sei pregato di non aggiungerla, ma accertati piuttosto che la sua voce biografica contenga il template Bio e che i dati anagrafici siano correttamente compilati. Se il template Bio manca, inseriscilo tu stesso o, in alternativa, metti l'avviso {{tmp\|Bio}} che ne segnala la mancanza. Se i dati riportati sono sbagliati, correggi direttamente la voce biografica; le modifiche saranno visibili in questa lista entro pochi giorni. Per chiarimenti vedi il progetto biografie. La lista contiene solo le 133 persone che sono citate nell'enciclopedia e per le quali è stato implementato correttamente il template Bio. Pagina aggiornata al 10 ago 2025. |

- 1º giugno - Franco Asco, scultore italiano († 1970)
- 1º giugno - Giovanni Cervi, partigiano italiano († 1943)
- 1º giugno - Carlo Ferrari, ingegnere italiano († 1996)
- 1º giugno - Mario Giovannini, politico italiano
- 1º giugno - George Murphy, chimico statunitense († 1968)
- 1º giugno - Niní Marshall, comica, attrice e sceneggiatrice argentina († 1996)
- 1º giugno - Vasyl' Velyčkovs'kyj, vescovo cattolico ucraino († 1973)
- 2 giugno - Max Aub, scrittore, drammaturgo e poeta spagnolo († 1972)
- 3 giugno - Eddie Acuff, attore statunitense († 1956)
- 3 giugno - Guglielmo Decaroli, calciatore italiano († 1982)
- 3 giugno - Eric Havelock, filologo classico inglese († 1988)
- 3 giugno - Henry-Russell Hitchcock, storico e docente statunitense († 1987)
- 3 giugno - Mario Natalucci, presbitero e storico italiano († 1980)
- 3 giugno - Ina Souez, soprano statunitense († 1992)
- 3 giugno - Ted Tetzlaff, regista e direttore della fotografia statunitense († 1995)
- 4 giugno - Evgenij Aleksandrovič Mravinskij, direttore d'orchestra sovietico († 1988)
- 5 giugno - Adolf Kainz, canoista austriaco († 1948)
- 5 giugno - Ugo Mazzucchelli, anarchico italiano († 1997)
- 5 giugno - Carlos Montalbán, attore messicano († 1991)
- 6 giugno - Antonio Bussi, politico italiano († 1989)
- 6 giugno - Aram Il'ič Chačaturjan, compositore e pianista sovietico († 1978)
- 6 giugno - Rafael Paasio, politico finlandese († 1980)
- 6 giugno - Juan Pratto, calciatore argentino († 1939)
- 7 giugno - Ernst Biehler, generale tedesco († 1997)
- 7 giugno - Feng Baiju, militare, guerrigliero e politico cinese († 1973)
- 7 giugno - Luigi Marcolongo, calciatore italiano
- 7 giugno - Vittorio Parmentola, storico italiano († 1985)
- 8 giugno - Callisto Caravario, religioso e santo italiano († 1930)
- 8 giugno - Yukie Chiri, traduttrice giapponese († 1922)
- 8 giugno - Harry Duggan, calciatore irlandese († 1967)
- 8 giugno - Léon Gischia, pittore francese († 1991)
- 8 giugno - Johannes Ludwig, calciatore tedesco († 1985)
- 8 giugno - Ralph Yarborough, avvocato e politico statunitense († 1996)
- 8 giugno - Marguerite Yourcenar, scrittrice, poetessa e saggista francese († 1987)
- 9 giugno - Ugo Bianchi, ciclista su strada italiano
- 9 giugno - Felice Bonetto, pilota automobilistico italiano († 1953)
- 9 giugno - Jean Földeák, lottatore tedesco († 1993)
- 9 giugno - Eugenio Leotta, militare e aviatore italiano († 1941)
- 9 giugno - Gilbert Percy Whitley, ittiologo australiano († 1975)
- 10 giugno - Clyde Beatty, circense e attore statunitense († 1965)
- 10 giugno - Lazzaro Liberatori, militare italiano († 1939)
- 10 giugno - Theo Lingen, attore, regista e sceneggiatore tedesco († 1978)
- 10 giugno - Giovanni Battista Lucchini, aviatore e militare italiano († 1940)
- 10 giugno - Gino Pensotti, calciatore italiano
- 10 giugno - Óscar Rodríguez López, calciatore spagnolo († 1976)
- 10 giugno - Robert Adolf Stemmle, regista, sceneggiatore e attore tedesco († 1974)
- 11 giugno - Armand Abel, islamista belga († 1973)
- 11 giugno - Ernst Fuchs, teologo tedesco († 1983)
- 11 giugno - Sheridan Gibney, sceneggiatore e drammaturgo statunitense († 1988)
- 11 giugno - Orsola Nemi, scrittrice, traduttrice e giornalista italiana († 1985)
- 11 giugno - Olga di Grecia, principessa greca († 1997)
- 11 giugno - Vicente Piera, calciatore spagnolo († 1960)
- 12 giugno - Mario Bernetti, calciatore italiano († 1977)
- 12 giugno - Sante Scarcia, sollevatore italiano († 1994)
- 12 giugno - Hertha von Walther, attrice tedesca († 1987)
- 13 giugno - Edmondo Caccuri, magistrato e politico italiano († 1959)
- 13 giugno - Kenneth Clark, storico dell'arte britannico († 1983)
- 13 giugno - Red Grange, giocatore di football americano statunitense († 1991)
- 13 giugno - Emil Görlitz, calciatore polacco († 1987)
- 13 giugno - Frederick Stephani, sceneggiatore, regista e produttore cinematografico tedesco († 1962)
- 14 giugno - Alonzo Church, matematico e logico statunitense († 1995)
- 14 giugno - Antonio Gambacorti Passerini, partigiano italiano († 1944)
- 14 giugno - Pasquale Saraceno, economista italiano († 1991)
- 14 giugno - Lajos Steiner, scacchista ungherese († 1975)
- 15 giugno - Victor Brauner, pittore rumeno († 1966)
- 15 giugno - Georg Betz, ufficiale tedesco († 1945)
- 15 giugno - Dario Ortolani, giornalista e scrittore italiano († 1980)
- 16 giugno - Ona Munson, attrice statunitense († 1955)
- 17 giugno - Eridio Bonardi, calciatore italiano († 1975)
- 17 giugno - Benedetto De Beni, ingegnere italiano († 1966)
- 17 giugno - Joseph Eddy Fontenrose, storico delle religioni e grecista statunitense († 1986)
- 17 giugno - William Vallance Douglas Hodge, matematico britannico († 1975)
- 17 giugno - Giuseppe Moschini, militare e marinaio italiano († 1943)
- 18 giugno - George Garbutt, hockeista su ghiaccio canadese († 1967)
- 18 giugno - Siegfried Kasche, ambasciatore tedesco († 1947)
- 18 giugno - Manlio Lupinacci, giornalista e politico italiano († 1982)
- 18 giugno - Jeanette MacDonald, cantante e attrice statunitense († 1965)
- 18 giugno - Charles Meunier, ciclista su strada e ciclocrossista belga († 1971)
- 18 giugno - Raymond Radiguet, scrittore e poeta francese († 1923)
- 18 giugno - Carlo Tagliavini, glottologo e linguista italiano († 1982)
- 19 giugno - Margarita Aleksandrovna Barskaja, regista cinematografica sovietica († 1939)
- 19 giugno - Albert Brehme, bobbista tedesco
- 19 giugno - Rosario Cacopardo, politico italiano († 1953)
- 19 giugno - Luigi Dal Pane, storico italiano († 1979)
- 19 giugno - Lou Gehrig, giocatore di baseball statunitense († 1941)
- 19 giugno - Hans Litten, avvocato tedesco († 1938)
- 20 giugno - Leo Bruce, scrittore britannico († 1979)
- 20 giugno - Tassilo Fürstenberg, principe e giornalista tedesco († 1989)
- 20 giugno - Karel Hromádka, calciatore cecoslovacco († 1968)
- 20 giugno - Jeong Ji-yong, poeta coreano
- 20 giugno - János Nagy, calciatore ungherese († 1966)
- 20 giugno - Maria Paudler, attrice tedesca († 1990)
- 20 giugno - Gustavo Adolfo Rol, sensitivo italiano († 1994)
- 21 giugno - Vilmos Dán, calciatore ungherese († 1959)
- 21 giugno - Hermann Engelhard, mezzofondista e velocista tedesco († 1984)
- 21 giugno - Al Hirschfeld, artista statunitense († 2003)
- 21 giugno - Louis Krasner, violinista statunitense († 1995)
- 21 giugno - Silvio Paolucci, politico italiano († 1986)
- 21 giugno - Alf Sjöberg, regista e attore svedese († 1980)
- 21 giugno - Joan Standing, attrice inglese († 1979)
- 21 giugno - Gino Visentin, calciatore italiano († 1978)
- 21 giugno - José María Yermo, calciatore, pistard e lunghista spagnolo († 1960)
- 22 giugno - George Brown, calciatore e allenatore di calcio inglese († 1948)
- 22 giugno - John Dillinger, criminale statunitense († 1934)
- 22 giugno - Harry Julius Emeléus, chimico britannico († 1993)
- 22 giugno - Jirō Horikoshi, ingegnere aeronautico giapponese († 1982)
- 22 giugno - Carl Hubbell, giocatore di baseball statunitense († 1988)
- 22 giugno - Carmelo Marchese Ragona, funzionario e dirigente sportivo italiano († 1970)
- 22 giugno - Ben Pollack, batterista e direttore d'orchestra statunitense († 1971)
- 22 giugno - Shūgorō Yamamoto, scrittore giapponese († 1967)
- 23 giugno - Hans Christian Branner, scrittore danese († 1966)
- 23 giugno - Paul Joseph James Martin, politico e diplomatico canadese († 1992)
- 23 giugno - Louis Seigner, attore francese († 1991)
- 23 giugno - Anthony Veiller, sceneggiatore e produttore cinematografico statunitense († 1965)
- 24 giugno - Charlie Margulis, trombettista statunitense († 1967)
- 24 giugno - Giovanni Mazzoni, calciatore italiano
- 24 giugno - Ada Smith, ginnasta britannica († 1994)
- 25 giugno - Pierre Brossolette, politico, giornalista e partigiano francese († 1944)
- 25 giugno - Aurelio Cetica, architetto italiano († 1984)
- 25 giugno - John English, regista e montatore britannico († 1969)
- 25 giugno - George Orwell, scrittore, giornalista e saggista britannico († 1950)
- 25 giugno - Anne Revere, attrice statunitense († 1990)
- 25 giugno - Robert Skelton, nuotatore statunitense († 1977)
- 26 giugno - Ashley Clarke, diplomatico inglese († 1994)
- 27 giugno - Vincent Barrisa, mafioso statunitense
- 27 giugno - Piero Cosmin, militare e prefetto italiano († 1945)
- 27 giugno - Carlo Cotti, pittore e restauratore svizzero († 1980)
- 28 giugno - André Maschinot, calciatore francese († 1963)
- 28 giugno - Adrian Rollini, musicista statunitense († 1956)
- 29 giugno - William C. Mellor, direttore della fotografia statunitense († 1963)
- 29 giugno - Rina Pellegri, poetessa e giornalista italiana († 1975)
- 29 giugno - Robert Traver, scrittore statunitense († 1991)
- 30 giugno - Cesare Andreoni, artista italiano († 1961)